# 真武山古建筑群
28°46′31″N 104°36′42″E / 28.77528°N 104.61167°E
真武山古建筑群位于四川省宜宾市翠屏区，1991年4月16日公佈為四川省第三批文物保護單位。1996年11月20日列為第四批全國重點文物保護單位。
真武山位于宜宾市中心，岷江南岸，曾称师来山、仙侣山，海拔369米。山名得自山上的真武祠。其山顶建筑始建于明万历二年，经清乾隆、道光年间大规模扩建，以道观为主，佛寺为辅，并有文昌宫等建筑，集儒释道于一山。建于明代的玄祖殿是山上最重要的建筑，抬梁式木构架，重檐歇山顶，面阔三间，进深三间。
真武山古建築群位於四川省宜賓市城北1公里的真武山上。始建於明萬曆二年（1574年），後經清乾隆、道光年間大規模擴建、重修，至清代中葉己初具規模。真武山為川南宗教名山，素有“北青城南真武”之称。它是以明清道教宮觀為主，佛教殿堂為輔，集樓、殿、坊、橋、池、洞、台於一身，融道、釋、儒三教文化為一體的大型建築群。 
真武山古建築群依山勢而建，建築面積約4000平方米。沿縱軸線依次為望江樓、祖師殿、玄祖殿和無量殿，左側為地姆宮，右側為斗姆宮、三府宮、文昌宮等，另有謁仙橋、放生池、楊仙洞和郁姑台。 
明代的玄祖殿是真武山古建築群中的主體建築，為抬梁式結構，重檐歇山頂，面闊三問12.6米、進深三間12．1米，通高9米，覆盆式柱礎，四角柱側脚明顯。當心間藻井繪八卦圖案，上下檐施斗拱，均六鋪作出三抄，斗拱占柱高四分之一。 真武山古建築群規模宏大，保存完整，是一組文化內涵豐富的明、清建築實例。

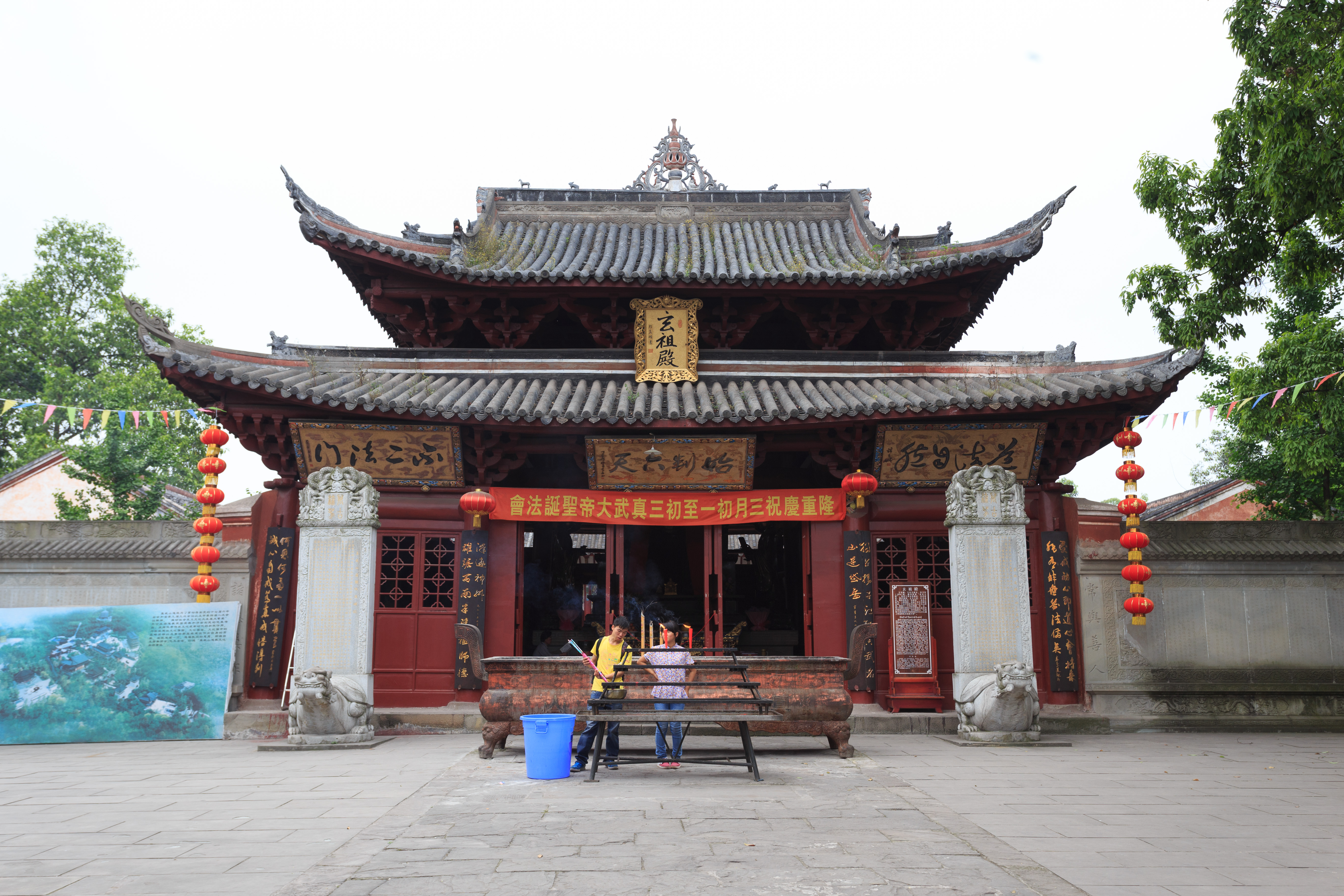
玄祖殿